# Centre commercial Bordeaux Lac
 (octobre 2023).
La mise en forme du texte ne suit pas les recommandations de Wikipédia : il faut le « wikifier ».
Les points d'amélioration suivants sont les cas les plus fréquents. Le détail des points à revoir est peut-être précisé sur la page de discussion.
- Les titres sont pré-formatés par le logiciel. Ils ne sont ni en capitales, ni en gras.
- Le texte ne doit pas être écrit en capitales (les noms de famille non plus), ni en gras, ni en italique, ni en « petit »…
- Le gras n'est utilisé que pour surligner le titre de l'article dans l'introduction, une seule fois.
- L'italique est rarement utilisé : mots en langue étrangère, titres d'œuvres, noms de bateaux, etc.
- Les citations ne sont pas en italique mais en corps de texte normal. Elles sont entourées par des guillemets français : « et ».
- Les listes à puces sont à éviter, des paragraphes rédigés étant largement préférés. Les tableaux sont à réserver à la présentation de données structurées (résultats, etc.).
- Les appels de note de bas de page (petits chiffres en exposant, introduits par l'outil «  Source ») sont à placer entre la fin de phrase et le point final[comme ça].
- Les liens internes (vers d'autres articles de Wikipédia) sont à choisir avec parcimonie. Créez des liens vers des articles approfondissant le sujet. Les termes génériques sans rapport avec le sujet sont à éviter, ainsi que les répétitions de liens vers un même terme.
- Les liens externes sont à placer uniquement dans une section « Liens externes », à la fin de l'article. Ces liens sont à choisir avec parcimonie suivant les règles définies. Si un lien sert de source à l'article, son insertion dans le texte est à faire par les notes de bas de page.
- La présentation des références doit suivre les conventions bibliographiques. Il est recommandé d'utiliser les modèles {{Ouvrage}}, {{Chapitre}}, {{Article}}, {{Lien web}} et/ou {{Bibliographie}}. Le mode d'édition visuel peut mettre en forme automatiquement les références.
- Insérer une infobox (cadre d'informations à droite) n'est pas obligatoire pour parachever la mise en page.

Pour une aide détaillée, merci de consulter Aide:Wikification.
Si vous pensez que ces points ont été résolus, vous pouvez retirer ce bandeau et améliorer la mise en forme d'un autre article.
 (octobre 2023).
 (octobre 2023).
Le Centre commercial Bordeaux-Lac est un centre commercial régional, situé au nord de la ville de Bordeaux. Il est l'un des pôles d'attractivité économique de l’agglomération bordelaise. Une trentaine d'enseignes sont représentées dans le centre.

## Histoire
Le centre commercial est inauguré en 1980.
Pendant plusieurs années[Combien ?], un moratoire sur les projets commerciaux imposé par la Métropole de Bordeaux ne permet plus à Auchan d'agrandir le centre commercial jusqu’à ce que les nouveaux quartier du nord de Bordeaux, l'écoquartier Ginko et, dans une moindre mesure, Bassins à Flot se dressent à proximité.
La construction de Ginko, un écoquartier de plusieurs milliers d’habitants, intègre Auchan Bordeaux-Lac dans la zone urbaine et lui permet d'obtenir une autorisation de s’étendre. 
La transformation a pour objectif principal de s’ouvrir vers Ginko et de s'insérer dans la ville. Historiquement, toutes les portes d'entrée du centre commercial sont orientées vers le parking et le boulevard Aliénor d’Aquitaine, à l’opposé de Ginko. Auchan débloque 22 M€ d'investissements (dont 16M€ pour accueillir Primark). Les travaux comprennent la remodélisation totale des façades extérieures, la construction d'un nouveau bâtiment annexe et la création d'une connexion entre le Centre et l’écoquartier Ginko.
En 2017, l'arrivée du premier Primark de la région est annoncée. Il ouvre ses portes en avril 2019. Les architectes du bâtiment – le cabinet Brochet, Lajus et Pueyo – ont participé à l'architecture et aménagement de Ginko. La nouvelle porte d'entrée au centre commercial – Porte des Sauternes – est la première à être orientée vers le quartier Ginko et vers l'arrêt de tram.
En octobre 2019 entre en service le pôle de restauration, l'Escale Gourmande, entre la galerie marchande et l’avenue des 40 journaux. 
Ces restaurants sont destinés à la fois aux clients du centre et aux habitants de Ginko (dont les premiers immeubles se trouvent à moins de 50 mètres), et les salariés des entreprises alentour.
La rénovation de la galerie marchande se poursuit jusqu’à fin 2019.
À l'été 2023, une première porte d'accès piéton est mise en service : la Porte d'Entre-Deux-Mers, également orientée vers la ville. Elle n'a pas d'accès direct au parking.

## Rayonnement
En 2017, le chiffre d'affaires du seul hypermarché Auchan constitue 190 millions d'euros. Selon Immochan, filiale immobilière d'Auchan finançant le projet d'agrandissement en 2017, le centre commercial et l'hypermarché font partie des leaders nationaux en termes de chiffre d’affaires au m².
En 2019, avec une zone de chalandise d'environ 900 000 habitants, il enregistre plus de 8 millions de visiteurs.

## Enseignes

### Au sein de la galerie
Le Centre commercial comporte 115 boutiques et restaurants sur 50 000 m2 autour d'un hypermarché Auchan de 18 000 m² de surface de vente.
Depuis 2023, la Galerie accueille tous les ans un casting de l'émission télévisée La France a un incroyable talent,.

### Escale Gourmande

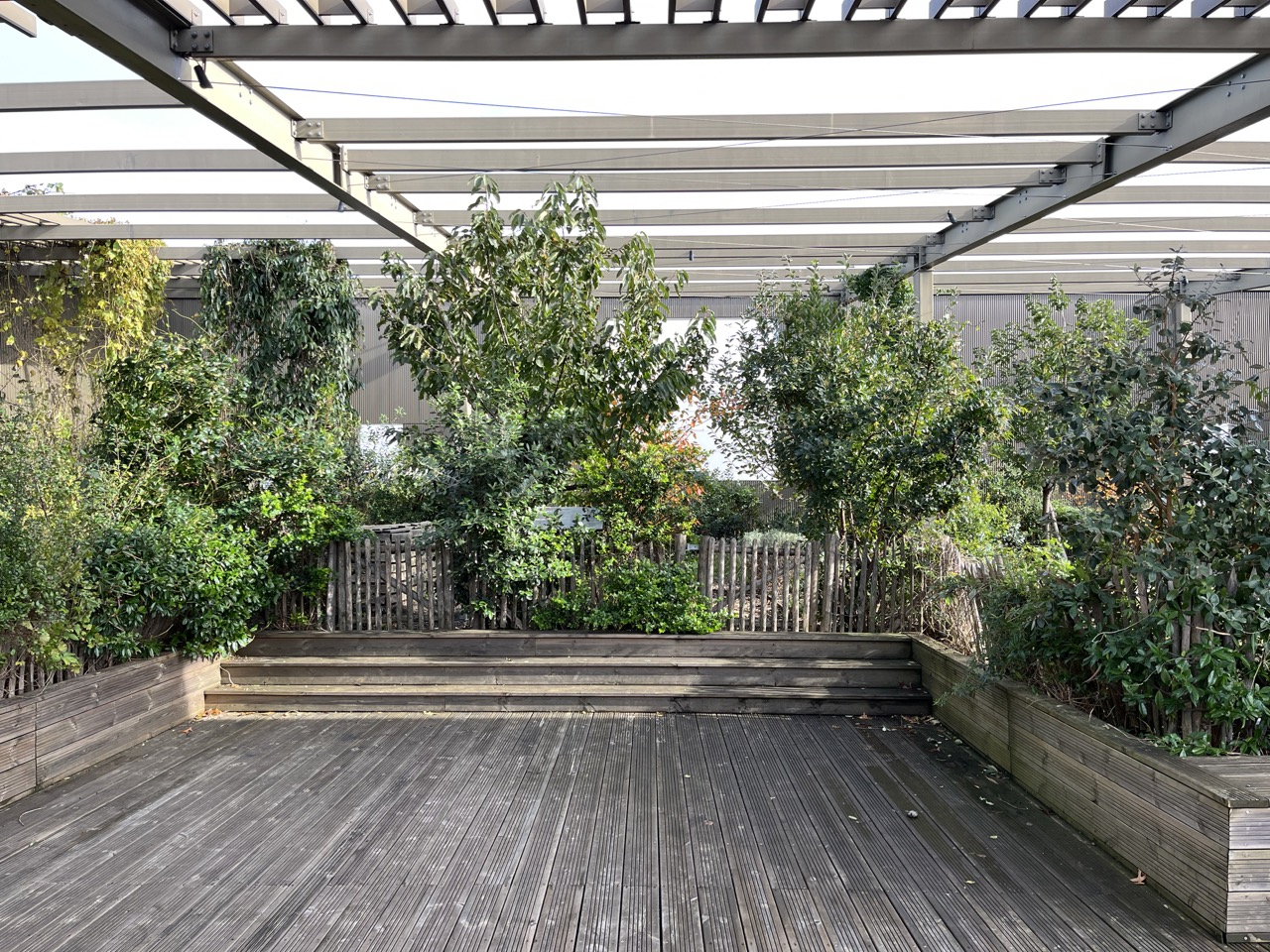
Potager suspendu

Le pôle de restauration Escale Gourmande se compose de neuf restaurants avec un potager suspendu installé à l'étage

### A l'extérieur de la galerie
Une partie du terrain extérieur à la galerie marchande est occupée par d'autres enseignes ou installations :
- magasins IKEA, Leroy Merlin, Action, Maison du Monde etc.
- station service
- station de contrôle technique automobile
- station de chargement Tesla (16 superchargeurs)[7]

## Accès
Le centre est accessible en voiture par la rocade bordelaise, ou en transport en commun par les lignes de bus 7, 15 et 32 et la ligne C du tramway de Bordeaux. Il compte près de 5700 places de parking.

## Développement durable
En mai 2017, une centrale d'ombrières couvrant le premier étage du nouveau parking entre en service. Elle est composée de 6560 panneaux solaires d’une puissance totale de plus de 1700 kWc. Selon l’installateur, Helexia, la centrale produit plus de 2000 MWh/an, soit  l’équivalent de la consommation annuelle en électricité de plus de 800 foyers. Pendant les 20 premières années suivant l’installation, l’énergie produite par la centrale sera revendue à EDF qui a financé l’installation,.
Entre 2013 et 2017, la galerie marchande obtient à deux reprises la mention « good » de la certification BREEAM (méthode d’évaluation de la performance environnementale des bâtiments).
En juin 2024, Auchan Lac signe la charte de « l’Alliance de Bordeaux pour l'énergie solaire », un engagement collectif initié par le maire de Bordeaux Pierre Hurmic qui vise à développer le photovoltaïque.
En novembre 2024, le centre commercial commence le débétonnage et la plantation des arbres sur une superficie de 581 m² autour de la galerie afin de créer un parcours paysager.

## Faits divers
En 2021, le parking d’Auchan figure régulièrement dans les titres des médias locaux : tous les vendredis, c’est un lieu de rassemblements hebdomadaires des amateurs de tuning et de courses automobiles. Les riverains se disent exaspérés : « …on les entend passer dans l'avenue à fond, mettre des grands coups d'accélérateur, […] des drifts […] tellement, que les gaz d'échappement sont remontés jusqu'à mon appartement ». À l'été 2022, face à la colère des habitants et sous la pression de la municipalité, la direction du Centre commercial décide de fermer les accès au parking les vendredis à partir de 21h. L'accès à la station service est de ce fait également condamné.
Les chariots utilisés pour ramener les courses sont régulièrement laissés dans les rues des quartiers voisins. Le phénomène est courant dans Les Aubiers. Le nombre de chariots abandonnés se compte par dizaines « et de temps en temps, Auchan vient les chercher ».  